# Ейдур Ава Оулафсдоуттір
Ейдур Ава Оулафсдоуттір (ісл. Auður Ava Ólafsdóttir; нар. 1958, Рейк'явік, Ісландія) — ісландська професорка історії мистецтва, драматургиня, письменниця, поетка й авторка бестселерів. У 2018 році здобула Літературну премію Північної Ради за роман «Стрілка».

## Біографія
Письменниця народилася в Рейк'явіку, вивчала історію мистецтва в Сорбонні.
Ейдур працює професоркою історії мистецтва в Університеті Ісландії. Протягом певного часу вона була директоркою університетського художнього музею.
Перший роман письменниці — «Піднята земля» (Upphækkuð jörð) — був опублікований у 1988 році. Він став підґрунтям для її майбутніх творів, які прекрасно описують дрібні речі життя.
Книга «Метелики у листопаді» (Rigning í nóvember) була охарактеризована як «живий, багатоповерхневий та оптимістичний твір». Книга отримала Літературну нагороду ім. Томаса Гудмундссона.
Роман «Зелений будинок» (Afleggjarinn), опублікований у 2007 році, отримав різнобічну критику. З одного боку, його описували як прискіпливо і тонко написаним, з іншого боку, критикували за відсутність напруги у мові і розшарування емоцій.

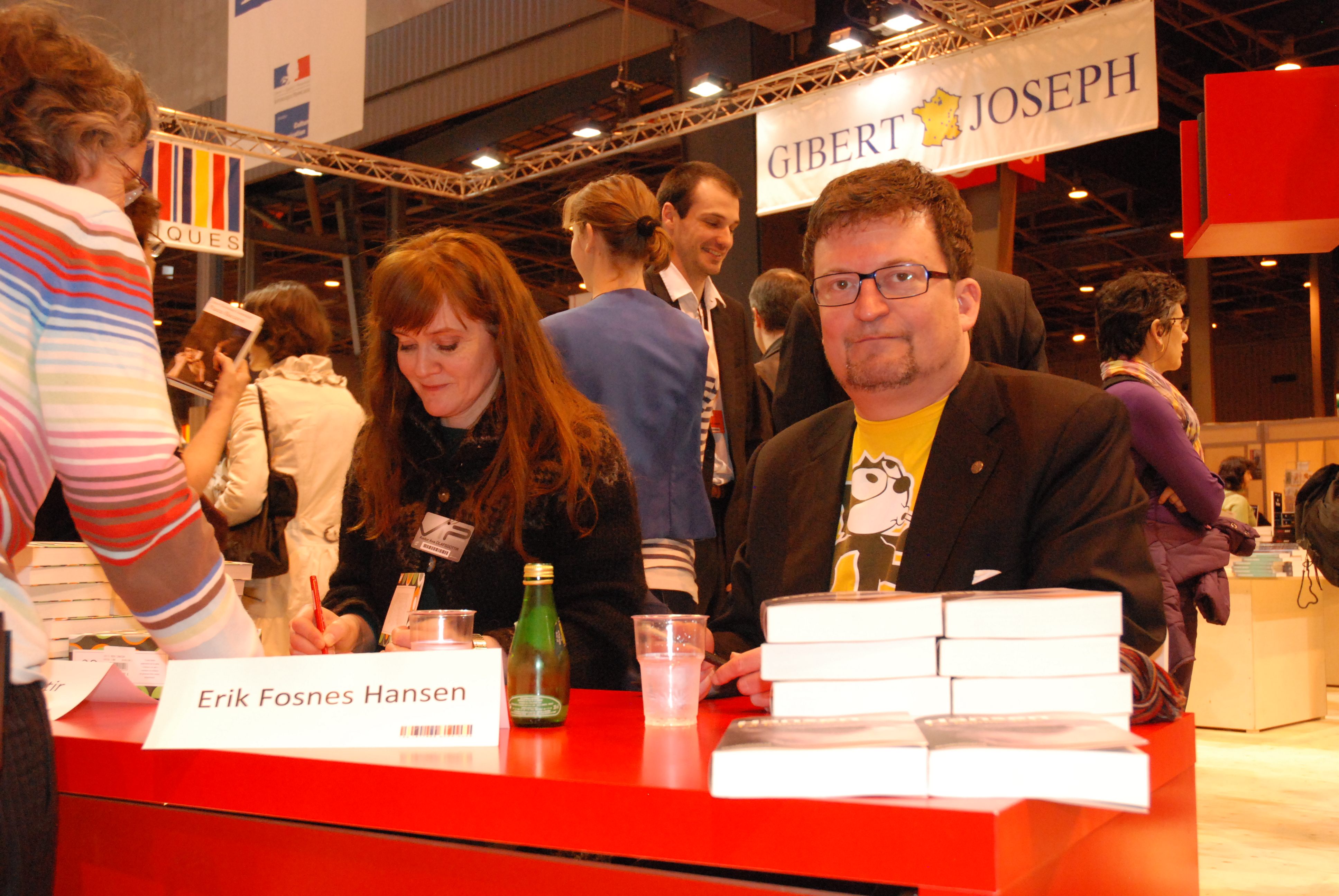
Ейдур Ава Оулафсдоуттір на Міжнародному книжковому салоні (березень 2011)

## Творчість

### Романи
- «Піднята земля» (Upphækkuð jörð), 1998
- «Метелики у листопаді» (Rigning í nóvember), 2004
- «Зелений будинок» (Afleggjarinn), 2007
- «Виняток» (Undantekningin), 2012
- «Стрілка» (Ör), 2016
- «Міс Ісландія» (Ungfrú Ísland), 2018

### Поезія
- Sálmurinn um glimmer, 2010

### Драматургія
- «Лебеді паруються на все життя» (Національний театр Ісландії, 2014)

## Нагороди
- 2018: Літературна премія Північної Ради: за «Стрілка»
- 2016: Літературна нагорода Ісландії: за «Стрілка»
- 2011: Літературна премія Квебеку: за «Rosa Candida»
- 2010: Французька літературна премія «Prix de Page»: за «Rosa Candida»
- 2004: Літературна нагорода ім. Томаса Гудмундссона: за «Метелики у листопаді»

## Особисте життя
Ейдур виявила громадськості, що її тимчасове проживання в католицьких країнах і глибокий інтерес до мистецтва та музики цих країн сприяли переходу в римо-католицизм.